# Jennifer Rubell
Jennifer Rubell, née en 1970 à New York, est une artiste conceptuelle américaine reconnue pour ses performances participatives en sculpture, vidéo et art culinaire. Elle vit et travaille à New York.

## Enfance et formation
Jennifer Rubell est la fille des collectionneurs d'art new-yorkais Donald et Mera Rubell, et la nièce de l'entrepreneur américain Steve Rubell. Elle fréquente les écoles publiques 6 et Horace Mann, avant d'obtenir un baccalauréat en beaux-arts de l'université Harvard. Elle étudie également à l'Institut culinaire d'Amérique,. À l'âge de 19 ans, Jennifer Rubell travaille en tant que stagiaire en studio pour l'artiste Jeff Koons.

## Performances

### Performances culinaires
Jennifer Rubell est reconnue pour ses performances culinaires. Chaque année depuis 2002, l'artiste présente un spectacle culinaire interactif à la Rubell Family Collection de Miami lors de l’événement Art Basel Miami Beach. Ainsi en 2011 pour l'installation Incubation, des nourrices cultivent des yaourts dans une baraque en verre. Les visiteurs réceptionnent des pots de yaourt par une fente dans la fenêtre et peuvent ajouter de la douceur en attrapant le miel qui dégouline du plafond. En 2013, l'œuvre intitulée Faith consiste en une grande balançoire recouverte de tartes aux œufs qui vacillent pendant que les visiteurs consomment les pâtisseries. Jennifer Rubell a également organisé des performances culinaires à Performa, le festival d'art de la performance à New York,.

### Brad Jones
Brad Jones est un artiste de fiction créé par Jennifer Rubell et le peintre Brandi Twilley. Le personnage de Brad Jones se caractérise comme « la prochaine star montante des arts visuels basée à New York et souhaitant prendre d'assaut le monde de l'art. » Jennifer Rubell a initialement conçu un projet dans lequel elle pose nue pendant une nuit entière devant nombre de peintres masculins, une sorte de « peinture gang-bang. » Cependant, lorsque le peintre Brandi Twilley répond à son appel, les termes du projet ont été modifiés. Jennifer Rubell pose uniquement pour le peintre deux heures par jour, trois jours par semaine, et les diptyques ainsi obtenus sont exposés sous le nom de Brad Jones. 
En 2015, l'artiste expose un autre groupe de peintures réalisées avec Brandi Twilley dans lesquelles elle est peinte nue alors qu'elle chevauche un cheval. Les peintures sont accompagnées d'une vidéo filmant les séances de peinture. La vidéo est projetée dans une petite pièce et les téléspectateurs sont priés d'entrer un par un, de verrouiller la porte et d'enlever leurs vêtements tout en les visionnant.

### Autres œuvres
L'autre forme d'art de Jennifer Rubell prend principalement la forme d'une sculpture interactive, telle une sculpture en verre d'un bébé que les spectateurs sont chargés de tenir dans leurs bras ou de Portrait of the Artist, une sculpture de 24 pieds de l'artiste réalisée à partir de numérisations 3D de son corps prises alors qu'elle était enceinte de huit mois. Le ventre de la figure est creusé et les spectateurs sont invités à y pénétrer. 
Parmi les autres œuvres notables, Jennifer Rubell est reconnue pour Engagement, une réplique en cire du prince William réalisée l’année suivant les fiançailles du prince avec Kate Middleton. La sculpture comporte une réplique de la bague de fiançailles royale et il est demandé aux spectateurs de glisser leur doigt dans l'anneau et de se pendre aux bras du Prince. Lysa III est un grand mannequin féminin qui écrase des noix entre ses cuisses.
En février 2019, l'exposition Ivanka Vacuuming présente un modèle ressemblant à Ivanka Trump tenant un aspirateur, et aspirant les miettes jetées par les spectateurs. L'exposition est parrainée par CulturalDC et organisée par la Flashpoint Gallery de Washington. La sculpture a vivement été critiqué par la famille d'Ivanka Trump sur le réseau social Twitter.
Jennifer Rubell a notamment présenté ses performances et expositions à la Fondation Beyeler à Riehen en Suisse, au musée d'Art du comté de Los Angeles, au Dallas Contemporary, à la galerie d'art The Power Plant à Toronto, à la galerie Saatchi à Londres ou au Brooklyn Museum.